# 山上賢治
山上 賢治（やまがみ けんじ、1961年12月3日 - ）は、日本の俳優 、大阪府堺市出身。
同姓同名の映画プロデューサーは別人。
大阪府立泉北高等学校、大阪経済大学経営学部卒業。
東映マネージメントを経て、現在は個人事務所「山上商店」所属。
特に、連続ドラマや2時間ドラマなどに多数出演している。

## 来歴
生まれた時の体重が3990グラムで幼少期は健康そのものだったが、小学校低学年で小児喘息を患い、夜の発作で眠れない日々の中、唯一の癒しがテレビの世界だった。
芸人の道を目指そうとしたが、友人に面白くないと言われて、俳優を目指すようになる。
円演劇研究所卒業後、研究所の先輩の誘いで小劇場劇団「劇企画 翔舞」結成に参加。十数年の活動後、映像の道へ進む。 引き受けてくれる所属事務所が見つからず途方に暮れていたところ、あるプロデューサーの助言で、自らオフィス・ネバーギブアップ（山上商店の前身）を立ち上げる。

## 人物・エピソード
所属していた劇団の演出家がジャニーズ事務所と縁があったことから、少年隊ミュージカル「MASK」にアンサンブルで出演した経験があり、ダンスが不得意でもミュージカル俳優を目指していたこともある。
テレビドラマへの出演が多く、善人から悪人まで演じる役柄も幅広い。刑事・中間管理職といった役柄が多い。

## 出演

### 映画
- 富江 （1999年）‐ 船井刑事 役
- やじきた道中 てれすこ （2007年）- 羅宇屋 役
- 舞妓Haaaan!!! （2007年）- 運転手 役
- 石の降る丘 （2011年）- 津村善四郎 役
- メンゲキ（2012年）- 木村美世の父 役
- fuji_jukai.mov （2016年）- パトロール隊 役
- 十字架 （2016年）- 校長 役
- ブレイブX 極道十勇士 （2017年）- 葵会若頭・田所組組長 田所孝介 役
- 閉鎖病棟 （2019年）- 拘置所所長 役
- とんかつDJアゲ太郎 （2020年）- とんかつ会会長 役
- 糸 （2020年）-大学教授 役
- Fukushima50 （2020年）- 避難所の男 役
- 青の生徒会参る! （2020年）- 迫田理事長 役
- 浅草キッド （2021年）- 大須演芸場の客 役
- 騙し絵の牙 （2021年）- 取締役会メンバー 役
- 夜明けまでバス停で（2022年）-三知子の兄（声）役
- 散り菊のころ（2025年）-白巳龍彦 役
- 劇場版TOKYO MER〜走る緊急救命室〜〜南海ミッション（2025年）-西田権助　役

### テレビドラマ

#### NHK
- 赤ちゃんが来た（1994年）- TV局ディレクター 役
- 連続テレビ小説
  - あぐり （1997年）- 飲み屋の客 役
  - すずらん （1999年）- 新聞記者 役
  - 純情きらり 第36話（2006年）- 荒物屋店主 役
  - どんど晴れ （2007年）- 宿泊客 役
  - 梅ちゃん先生 （2012年）- 入院患者 役
  - 半分、青い。 （2018年4月2日）- タクシー運転手 役
- 大河ドラマ
  - 徳川慶喜 （1998年）- 江戸城目付 役
  - 功名が辻 （2006年）- 福富平太郎 役
  - 龍馬伝 第1話（2010年）- 土佐の百姓 役
  - 平清盛 第3話（2012年1月22日）- 村長 役
  - 軍師官兵衛 （2014年）- 高野山の僧侶 役
  - おんな城主 直虎 （2017年）- 赤備えの侍 役
  - 青天を衝け 第27話、第28話（2021年）- 駿府藩（静岡藩）商法会所の旧・幕臣 役
  - どうする家康 第28話（2023年）-津田宗及 役
- 新 腕に覚えあり　(1998年）- 古本屋 役
- 女たちの聖戦〜ジハード（1998年）- ペンションのコック 役
- 結婚前夜（1998年）- 記者 役
- 石光真清の生涯（1998年）- 馬賊の頭領 役
- 物書き同心　居眠り紋蔵（1998年）- 掛け取りの番頭 役
- ゲームの達人（1999年）- 憲兵 役
- 川、いつか海へ 6つの愛の物語 第6話（2003年）- 魚市場の仲買人 役
- 御宿かわせみ第2話（2003年）- 下っぴき 役
- 次郎長　背負い富士（2006年）- 役人 役
- 新マチベン・オトナの出番（2007年）- 記者 役
- 監査法人（2008年）- 監査対象会社部長 役
- キャットストリート（2008年）- 舞台プロデューサー 役
- 行列48時間 〜 喜の行列 悲の行列 （2009年）- 関本刑事 役
- 白洲次郎 （2009年）- 犬養健 役
- 隠密八百八町 （2011年）- 高垣 役
- TAROの塔 〜芸術は爆発だ!〜（2011年）- 絵画の審査員 役
- ラストマネー -愛の値段- （2011年）- 濱崎功 役
- 陽だまりの樹 （2012年）
- 負けて、勝つ 〜戦後を創った男・吉田茂〜 （2012年）- 徳田球一 役
- シングルマザーズ （2012年）- 板前 役
- 激流〜私を憶えていますか?〜 （2013年）- マスター 役
- 本棚食堂 （2015年）- 山下だんごむし 役
- 鼠、江戸を疾る2 （2016年）- 大店の主人 役
- クロスロード (2016年）- 不動産屋 役
- 全力失踪 （2017年）- 教授 役
- ぬけまいる （2018年）- 番頭・新蔵 役
- 昭和元禄落語心中　第2話（2018年）- 在郷軍人 役
- 太陽を愛したひと（2018年）- 五十嵐 役
- 精霊の守り人シーズン3（2018年）- 村人 役
- ミス・ジコチョー～天才・天ノ教授の調査ファイル〜 （2019年）- 柳本作業員 役
- サギデカ （2019年）
- 大富豪同心 （2019年）- 黒雲の親分 役
- 17才の帝国 第2話（2022年5月14日）

#### 日本テレビ
- 愛されたい妻たち（1988年）
- 恋の片道切符 （1997年）- 警備員 役
- シナリオ登竜門ドラマ 右向け!左 (1997年）- 警備員 役
- せいぎのみかた （1997年） - 警官 役
- ストーカー 逃げきれぬ愛 （1997年） - 鍵屋 役
- P.A. （1998年）- 警官 役
- 三姉妹探偵団 （1998年）- ホームレス 役
- 火曜サスペンス劇場
  - 警部補 佃次郎 5 あかね雲（1998年）
  - 弁護士・朝日岳之助
    - 14 再審（1999年） - 溝口刑事 役
    - 16 緊急発砲（2001年） - 利根裁判長 役

  - 刑事・鬼貫八郎12まだらの犬（2001年）- 寺島繁雄 役
  - 身辺警護
    - 9（2001年） - 南係長 役
    - 11（2002年） - 室井刑事 役

  - 軽井沢ミステリー
    - 1 待っていた女（2001年）
    - 2 風立ちぬ（2002年）
    - 3 春待ち人（2003年）

  - 事件記者・三上雄太1（2004年）
- ロマンス （1999年）- タクシー運転手 役
- 平成夫婦茶碗
  - スペシャル〜お母さんは風になった…（2000年）- 旅行社社員 役
  - ドケチの花道（2000年）
- 明日があるさ　(2001年）
- 向井荒太の動物日記 〜愛犬ロシナンテの災難〜 (2001年）- バス乗客 役
- FACE〜見知らぬ恋人〜 （2001年）- 医者 役
- 冬のひまわり（2004年）- 患者 役
- 警視庁特殊部隊512 （2005年）- 人質 役
- 最後のナイチンゲール （2006年）- 軍医 役
- プリマダム （2006年）- 医師 役
- ギャルサー （2006年）- 蕎麦屋 役
- 恋のから騒ぎドラマスペシャルⅣ声が震える女（2007年）- 店長 役
- どうぶつ119 （2007年）- 飼い主 役
- 死ぬかと思った Case7「ビビる男」（2007年）
- 松本清張ドラマスペシャル・霧の旗 （2010年）- 箱根のレストランの店員 役
- 泣いたらアカンで通天閣 （2013年）- 近所の人 役
- ビンタ!〜弁護士事務員ミノワが愛で解決します〜 第4話（2014年）- 月島南小学校校長 役
- 戦力外捜査官 （2014年）- 衣装部スタッフ・平山 役
- ドS刑事 （2015年）- 警察署長 役
- 地味にスゴイ! 校閲ガール・河野悦子 （2016年）- 釣り人 役
- 偽装不倫 （2019年）- 警備員 役
- THE突破ファイル 「オカルト工場」（2019年）- 従業員・田中 役
- 離婚弁護士 スパイダー Season2 〜偽りと裏切り編〜 第3話（2025年〈予定〉、日本テレビ） - 裁判長 役

#### TBS
- エデンの東 （1997年）- 北海道の重機ブローカー 役
- 月曜ドラマスペシャル → 月曜ミステリー劇場 → 月曜ゴールデン → 月曜名作劇場
  - 十津川警部シリーズ （渡瀬恒彦版）
    - 13「特急しなの21号殺人事件」（1997年9月29日）- 堀永一 役
    - 25「南紀白浜殺人ルート」（2002年3月25日）- 車掌 役
    - 33「東北新幹線「はやて」殺人事件」（2004年12月27日）- 足立秀雄 役
    - 41「寝台特急殺人事件〜さよならブルートレイン〜」（2009年4月13日）- 滝沢警部 役
    - 50「消えたタンカー」（2013年9月9日）- 杉野刑事 役

  - スクープ（2002年10月14日）- 洋食屋主人・三村和哉 役
  - 横山秀夫サスペンス 密室の抜け穴 （2003年5月5日）- 山林の監視員 役
  - 万引きGメン・二階堂雪10 「ねたみ」（2003年5月26日）- 宝石加工工房「クリオ」従業員 役
  - 里見浩太朗芸能生活50周年特別企画・夜盗（2005年10月31日）- 樋口理事長 役
  - 探偵 左文字進12 「凶器の隠し場所」（2008年6月16日）- 山崎工芸社長・山崎男志 役
  - ご近所探偵・五月野さつき3「殺意のキャンプ場」（2008年12月1日）- スーパー店長 役
  - 萬屋長兵衛の隅田川事件ファイル2（2010年2月15日）- 料亭番頭 役
  - 釣り刑事1（2010年9月6日）- 本田署長 役
  - ヤメ刑探偵 加賀美塔子1「復讐の歯車」（2011年6月6日）- ホームレス 役
  - 警視庁機動捜査隊216II「危険な女たち」（2011年10月31日）- タクシードライバー 役
  - 捜査指揮官 水城さや2 （2014年1月6日） - 高田刑事 役
  - 十津川警部シリーズ （内藤剛志版）3「伊豆踊り子号殺人迷路」（2017年9月11日）- 宮城祐三 役
  - 警視庁岡部班2「多摩湖畔殺人事件」（2018年11月12日）- 橋本圭一 役
- ランデブー （1998年）- 屋形船の客 役
- めぐり逢い （1998年）- 業者 役
- 天までとどけ7（1998年）- 鈴村先生 役
- 渡る世間は鬼ばかり （1999年）- 忘年会予約の幸楽の客 役
- 3年B組金八先生5（1999年）- 医者 役
- 24時間だけの嘘（1999年）- 刑事 役
- ケイゾク （1999年）- 青井義朗 役
- 百年の物語 第二夜（2000年）- 売春婦の取り締まり警官 役
- 池袋ウエストゲートパーク （2000年）- 刑事 役
- 世界で一番熱い夏 （2001年）- 教頭 役
- ストロベリー・オンザ・ショートケーキ （2001年） - 新潟の警官 役
- こちら本池上署
  - 第1シリーズ 最終回「9時間前の大逆転」（2002年9月16日）- 鑑識課員 役
  - 第2シリーズ 第8回「副署長の恋人」（2003年6月2日）- 飯島晴男 役
- MONSTERS （2012年）- 裁判長 役
- 理由 （2012年） - 佐野利明 役
- リバース （2017年）- 小山社長 役
- 中学聖日記 （2018年）- 小学校の教頭・相田宗太郎 役
- MIU404 （2020年）- おもちゃ屋「ラビット」の店主 役

##### BS-i
- アイノウタ第一話（2002年）- 戸塚航太 役
- 恋する日曜日3・綾子の恋〜ハイカラさんが通る（2007年）- 警官 役

#### フジテレビ
- サンタが殺しにやって来た2（1997年）- 拘置所守衛 役
- ラブジェネレーション第5話（1997年）- 電光掲示板の係員 役
- ソムリエ （1998年）- フランチャイズの店長 役
- ショムニ （1998年）- 営業三課長 役
- ドンウォリー! （1998年）- 古着屋 役
- 美少女Ｈ第0話（1998年）- ガラス拭き職人 役
- ブラザーズ （1998年）- メガネ屋店主 役
- Days第5・8話（1998年）- キャバクラの客 役
- 金曜プレステージ ＆金曜エンタテイメント
  - 名古屋嫁入り物語10（1998年）- レストラン従業員 役
  - 信濃のコロンボ ・北国街道殺人事件（1998年） - 大沢雄一 役
  - 美人三姉妹温泉芸者が行く! - 編集長 役
    - 5（1998年）
    - 6（2001年）

  - 天童よしみの歌姫探偵ver2 （2004年）- 刑事 役
  - サラリーマン刑事4（2004年）- 反対派・安川 役
  - 奥様は警視総監3（2007年）- 松田原刑事 役
  - 所轄刑事3（2007年）- 喜多川刑事 役
  - 津軽海峡ミステリー航路6（2007年）- パティシエ 役
  - 赤い霊柩車シリーズ29（2012年） - 平山邦夫 役
- 氷の世界 （1999年）- 大学職員 役
- 意地悪ばあさんリターンズ 伝説のばあさんVS湾岸署スリーアミーゴス意地悪バトル （1999年）- 医者 役
- ほんとにあった怖い話 （1999年） - 面接官 役
- Over Time-オーバー・タイム （1999年） - カメラマン 役
- 女優・杏子（2001年） - 近藤ディレクター 役
- 愛と青春の宝塚 （2002年）- ベニの近所の人 役
- 白い巨塔 （2003年版）- 整形外科教授・野坂耕一郎 役
- 偽りの花園 （2006年）- 羽生豊正 役
- Ns'あおい （2006年）- 蕎麦屋・山田 役
- 今週、妻が浮気します （2007年） - 文壇バー「鴎外」のマスター 役
- 拝啓、父上様 （2007年）- おでん屋の客 役
- ゆっくり歩け、空を見ろ （2008年）
- 絶対彼氏。 （2008年）- 工場主任 役
- モンスターペアレント （2008年）- 栗田校長 役
- コード・ブルー1 - 最終話（2008年）- レスキュー隊長 役
- BOSS （2009年）- 隣人 役
- アタシんちの男子 （2009年）- 白バイ隊員 役
- パーフェクト・リポート （2010年）- 経済部長 役
- 愛はみえる〜全盲夫婦に宿った小さな命 （2010年）- 会場の客 役
- レッスンズ（2011年）- 大学教授 役
- HUNTER〜その女たち、賞金稼ぎ〜 （2011年）- 居酒屋のおやじ 役
- 遅咲きのヒマワリ〜ボクの人生、リニューアル〜 （2012年） - 理髪店主 役
- Oh,My Dad!! （2013年）- 重役
- キャリア〜掟破りの警察署長〜 （2016年）- 張り込みの刑事 役
- 世にも奇妙な物語 「シンクロニシティ」（2016年）- 渋谷江里奈の父 役
- 櫻子さんの足下には死体が埋まっている （2017年）- 漁師 役
- 大貧乏 （2017年）- 医者 役
- きみはペット （2017年）- セクハラ部長 役
- ストロベリーナイト・サーガ （2019年）- 沢井雄司 役
- わたしたちの東京ストーリー（2025年）-田所専務 役(5~6話）

FOD
- 運命から始まる恋 （2020年）- 宇山徹 役

#### テレビ朝日
- 君の手がささやいている （1997年）- 事故で停まる電車の乗客 役
- はみだし刑事情熱系2（1997年）- 窃盗犯 役
- はぐれ刑事純情派10(1997年）- 土屋課長 役
- 愛しすぎなくてよかった （1998年）
- プリティーモンキー （1998年）- 課長 役
- ガラスの仮面2 第3話（1998年）
- 女教師 （1998年）
- あぶない放課後 （1999年）
- 土曜ワイド劇場
  - 殺人披露宴 （1999年）- 喫茶店のマスター 役
  - タクシードライバーの推理日誌9（1998年）- 制服警官 役
  - 女刑事ふたり1（2002年）‐ 鑑識課・三浦博 役
  - 夜桜お七殺人事件（2006年）- 入江雅彦 役
  - 保険調査員ハナコ・時価一億円の女 （2006年）
  - ユニット （2006年）- 探偵事務所所長 役
  - 警視庁電話指導官〜深川真理子の事件簿 （2008年）- 警視庁捜査3係刑事・木村和博 役
  - 交渉人 遠野麻衣子・最後の事件 （2010年）
  - 温泉 (秘) 大作戦9（2010年）- 仲買人・貝塚 役
  - 女刑事・左近山響子 （2011年） - 新川伸夫 役
  - 殺人予告（2011年）- 刑事 役
  - 温泉若おかみの殺人推理24（2012年）- 料亭「香梅苑」支配人 役
  - ショカツの女〜新宿西署・刑事課強行犯係 （2013年）- タクシー運転手・村井創一郎 役
  - 警視庁・捜査一課長2（2013年）‐ 伊豆大島署署長・猪巻啓一郎 役
  - 新ヤメ検の女2（2016年）- 小幡博 役
- 天の瞳 （2000年）- 小学校用務員 役
- 月下の棋士 （2000年）- プロ棋士 役
- G-taste 「バスガイド 仁科葵」（2001年）
- ココだけの話 「アダルトビデオ」（2001年）- エロ教師 役
- 逮捕しちゃうぞ （2002年）- バスジャックの人質乗客 役
- 生放送はとまらない! （2003年）- 技術スタッフ 役
- スカイハイ （2003年）
- 恋は戦い! （2003年）
- 新・桃太郎侍 （2006年）
- 就活のムスメ （2009年）- 就職課事務員 役
- 相棒
  - season11 第2話「オークション」（2012年10月17日）- タクシー運転手 役
  - season15 第16話「ギフト」（2017年2月22日）- 警視庁千代田警察署 巡査長・北の見張り担当・田上孝一 役
- ボーイズ・オン・ザ・ラン （2012年）- マンモス営業部課長 役
- 濃姫 （2012年）- 織田信光 役
- 京都地検の女8（2012年）- 鈴木幸彦 役
- DOCTORS〜最強の名医〜2（2013年）-スーパーの店長 役
- 警視庁捜査一課9係2時間スペシャル（2014年）- 時田正則 役
- 出入禁止の女〜事件記者クロガネ〜 （2015年）- 上原卓巳 役
- 警視庁捜査一課9係
  - season10（2015年）- ホテルのフロント 役
  - season11（2016年）- 貿易会社社長・光岡靖之 役
- ハゲタカ （2018年）-屋台の親父 役
- ドラマスペシャル白日の鴉 （2018年） - 生活安全課の刑事 役
- 泣くな研修医 （2021年） - 石井直太朗の父 役

#### テレビ東京
- LAST ALIVE-ラストアライブ- （2001年）- 謎の男 役
- 女と愛とミステリー
  - 優しい脅迫者 （2001年）- 南刑事 役
- 水曜ミステリー9
  - 信濃のコロンボ事件ファイル
    - 2 北国街道殺人事件（2002年）- 火葬場職員・川端 役
    - 6 軽井沢殺人事件（2004年）- 大芝精機 部長・成田 役
    - 7 見知らぬ鍵（2005年）- 警備員 役
    - 8 アリスの騎士（2005年）- 萩原税理士事務所 所長・萩原春男 役
    - 12 陰画の構図（2006年）- TV局スタッフ 役

  - 下町・おかず横丁殺人事件簿（2005年）- 蕎麦屋 役
  - 滝警部補の事件日誌（2005年）- 飛騨高山の刑事 役
  - 顔のない女～久留島刑事の報告書（2007年）- 刑事 役
  - 多摩南署たたき上げ刑事・近松丙吉 （2008年）- タクシー運転手 役
  - 捜査検事・近松茂道9（2010年）- 福島地検 検事 役
  - 駐在刑事
    - 2（2015年）- 署長 役
    - 4（2016年）- 署長 役

  - トカゲの女3（2017年）- 居酒屋店主 役
- 白虎隊〜敗れざる者たち （2013年）- 勘蔵 役
- 影武者徳川家康 （2014年）- 平岡頼勝 役
- ダメ父ちゃん、ヒーローになる! 崖っぷち! 人情広告マン奮闘記 （2016年）- 小鳩組の顧問弁護士
- 三匹のおっさん3（2017年）- 寿司屋 役
- 山本周五郎時代劇 武士の魂 （2017年）- 脇屋五郎兵衛 役
- 孤独のグルメ season7 第1話（2018年4月7日）- 新井義彦 役
- ハル〜総合商社の女〜 （2019年）- ラーメン屋店主 役
- 警視庁ゼロ係〜生活安全課なんでも相談室〜 （2019年) - S4 - ホームレス 役
- よつば銀行 原島浩美がモノ申す!〜この女に賭けろ〜 （2019年）- ウクレレ教室の仲間 役
- 月曜プレミア8
  - 内田康夫サスペンス新・信濃のコロンボ 〜追分殺人事件〜（2020年）- 桑江仲男 役

##### BSテレビ東京
- サイレント・ヴォイス 行動心理捜査官・楯岡絵麻 （2018年）- 中越弘嗣 役

#### WOWOW
- ママは昔パパだった （2009年）
- 尾根のかなたに（2012年）‐ 遺体安置所の警官 役
- しんがり （2015年）- 重役
- 石つぶて〜外務省機密費を暴いた捜査二課の男たち〜 （2017年）- 競馬場職員 役
- トップリーグ （2019年）- 交通課長 役
- さまよう刃 （2021年）- ペンションの隣人 役

### Vシネマ
- 呪怨2（2003年） - 渡辺 役

### CM
- ダイワ釣具 （1998年）
- エルセーヌ -（1998年）
- 明治生命 （現・明治安田生命 、1998年）
- プレイステーション （1999年）
- タカラ缶チューハイ（1999年）
- かながわan （2001年）- 中華料理店主 役
- 三井住友銀行 （2003年）- 工場職人 役
- 日本生命 -（医療名人・バンド篇）（2005年）- おやじバンドのボーカル 役
- 味の素 「アミノバイタル」（2008年）- 市民マラソンランナー 役
- ヤマキめんつゆ（2008年 - 2009年）- 漁師 役
- ジャパネット 「Goods for you 伝える篇」（2013年）- スーパーの店長 役
- 大和証券 「魂を打ち込む男篇」（2013年）- 工場主 役
- 大東建託 「将来のこと篇」（2017年）- 初孫を抱く八百屋の親父 役

web広告
- National Australia Bank （2019年）

モデル
- zozoプライベートブランド（2017年11月～2018年11月）